# No You Girls
No You Girls è un singolo del gruppo musicale indie-rock scozzese Franz Ferdinand pubblicato il 6 aprile 2009 come secondo estratto dall'album Tonight: Franz Ferdinand.

## Informazioni singolo
Il singolo è uscito il 6 aprile 2009, mentre la première del video è avvenuta il 13 marzo 2009, giorno in cui la band si è esibita in una performance del pezzo al Comic Relief, evento benefico organizzato per le vittime degli incendi australiani. Questa esibizione ha portato il singolo ad ottenere grande visibilità, arrivando alla 27ª posizione nella classifica inglese, ancor prima dell'uscita ufficiale.
Si tratta di un brano indie-rock alternativo, differente dal precedente singolo che era di impronta più dance, genere sperimentato dal gruppo nell'album di provenienza.
Il singolo include le versioni remix a cura di Vince Clarke, Noze e John Disco. Il brano ha ricevuto interesse mondiale dopo essere stato usato come colonna sonora dello spot americano dell iPod Apple.

## Formati e tracce
- CD

1. No You Girls
2. No You Girls (Vince Clarke Remix)

- 7-inch (Limited)

1. No You Girls
2. Ulysses (Zomby Remix)

- 12-inch

1. No You Girls
2. No You Girls (Noze Remix)
3. No You Girls (John Disco Remix)
4. No You Girls (Raffertie Remix)

- Digital Download[2]

1. No You Girls (Vince Clarke Remix) – 5:07
2. No You Girls (Noze Remix) – 7:08
3. No You Girls (John Disco Reversion - Original Vox) – 4:01
4. No You Girls (Raffertie Vocal) – 6:44
5. Ulysses (Zomby Gloop Remix) – 4:14

## Classifiche
| Classifica (2009)         | Posizione massima |
| ------------------------- | ----------------- |
| Australia                 | 34                |
| Canada                    | 54                |
| Canada (digital)          | 34                |
| Europa                    | 47                |
| Francia                   | 46                |
| Germania                  | 80                |
| Giappone                  | 82                |
| Italia                    | 86                |
| Paesi Bassi               | 95                |
| Regno Unito               | 22                |
| Stati Uniti               | 106               |
| Stati Uniti (alternative) | 9                 |
| Stati Uniti (digital)     | 86                |